# Turn It Up (singel Seana Paula)
„Turn It Up” – dwudziesty trzeci singel jamajskiego piosenkarza Seana Paula, który został wydany 11 października 2013 roku przez Atlantic Records.

## Lista utworów
- CD singel – promo (30 września 2013)[1]

1. „Turn It Up” – 3:53

## Teledysk
Teledysk do utworu opublikowany został 7 października 2013 roku.

## Notowania na listach sprzedaży
| Kraj/Region     | Lista (2013)    | Najwyższa pozycja |
| --------------- | --------------- | ----------------- |
| Niemcy          | Top 100 Singles | 21                |
| Szwajcaria      | Singles Top 75  | 31                |
| Austria         | Singles Top 75  | 33                |
| Wielka Brytania | Singles Top 200 | 35                |